# Zambo

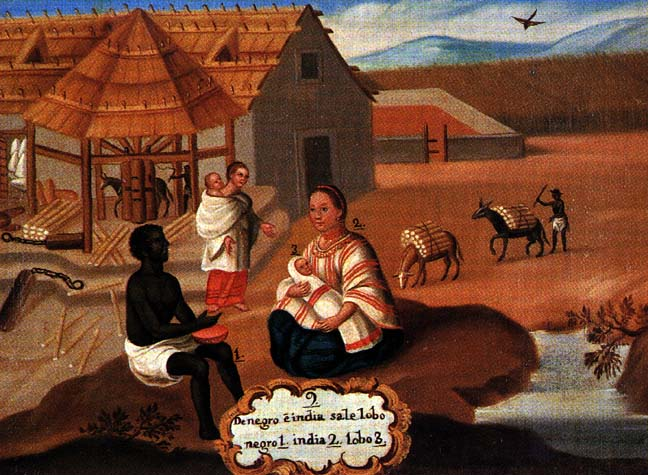
XVIII-wieczna ilustracja przedstawiająca rodzinę składającą się z indiańskiej matki, afrykańskiego ojca i ich dziecka (na ręku) – przedstawiciela zambo

Zambo (hiszp. lobo; również pejoratywnie sambo) – określenie osoby pochodzącej od przodków należących do rasy czarnej i innych ras (szczególnie ludności tubylczej, np. Indian).
Słowo to jest prawdopodobnie pochodzenia afrykańskiego, być może od kongijskiego nzambu – „małpa”. W angielskim określenie sambo uznawane jest za równie lub bardziej obraźliwe niż nigger, wskutek czego w Stanach Zjednoczonych wprowadzano przepisy zakazujące używania go w miejscach publicznych (np. w restauracjach).
W Ameryce Południowej zambo są znaczącą grupą ludności. Według różnych szacunków stanowią od 5 do 20% ludności Kolumbii i ok. 10% Ekwadoru.